# Kenjutsu

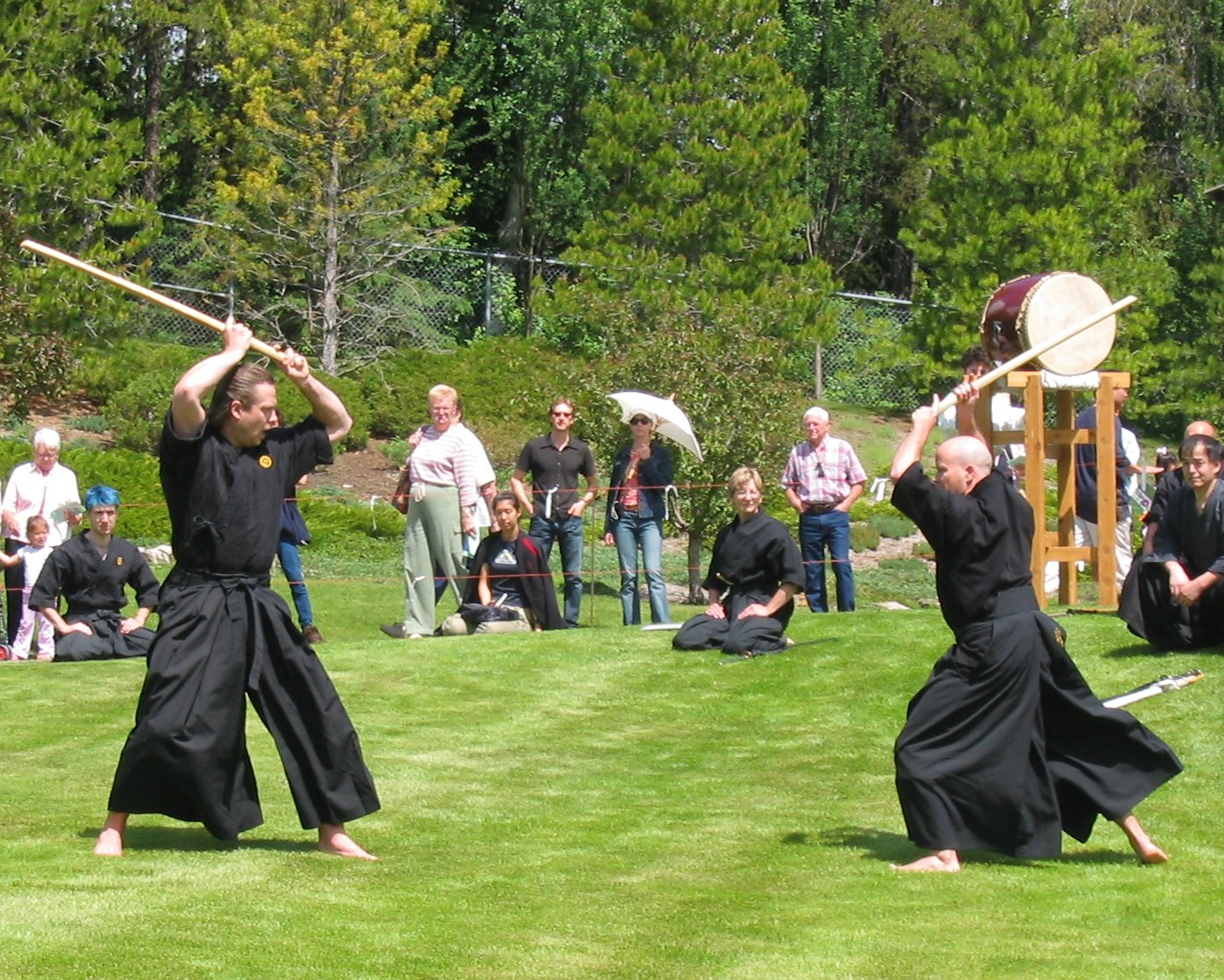
Dimostrazione di kenjutsu moderno

Il kenjutsu (剣術? lett. "arte (術?, jutsu) della spada (剣?, ken)") è un'arte marziale giapponese costituita dall'insieme delle tecniche di katana utilizzate durante i combattimenti corpo a corpo; si differenzia dallo iaidō perché le tecniche vengono eseguite solo dopo l'estrazione della spada dal fodero, mentre nello iaidō tutte le sequenze di tecniche (kata) vengono eseguite fino all'estrazione dell'arma (Iai vuol dire infatti "estrazione" in giapponese).
Si può tranquillamente affermare che il kenjutsu si trova a livelli inferiori (in raffinatezza delle tecniche) rispetto allo iaidō, poiché utilizzato in guerra contro molteplici avversari (difatti le tecniche consistono in una serie di tagli dati verticalmente, orizzontalmente e diagonalmente al fine di annientare più "corpi" possibili nelle vicinanze del guerriero).
Bisogna fare molta attenzione nel non confondere il kendō con il kenjutsu. Infatti la differenza tra i due termini sta proprio negli ideogrammi che li compongono. Ken-Jutsu (剣術) sta per "Arte della spada" (da ken 剣: spada, e jutsu 術: arte, tecnica) mentre Ken-Do (剣道) sta per "Via della spada" (da do: via, percorso, in senso spirituale), inoltre bisogna comprendere la vera differenza tra queste: il kenjutsu è un'arte nata per combattere e uccidere i nemici sul campo di battaglia, sviluppata dalla classe guerriera giapponese nel corso dei secoli; il kendo è sempre un'arte marziale, ma il suo scopo non è più uccidere l'avversario per ottenere la propria sopravvivenza. Lo scopo del kendo è auto-disciplinare se stessi, il proprio corpo e la propria mente, e percorrere appunto "la Via" per migliorarsi e crescere come persone insieme agli altri praticanti con i quali si studia l'Arte.
Senza addentrarsi nelle possibili interpretazioni spirituali e filosofiche, questo concetto può essere racchiuso in una frase: nel kenjutsu ci si addestra per sconfiggere il nemico; nel kendo ci si addestra per sconfiggere se stessi e i propri limiti.

## Scuole dikenjutsu
- Tenshin-ryū
- Kashima Shinden Jikishinkage-ryū (koryū kenjutsu)
- Onō ha Ittō ryū
- Hokushin Ittō-ryū
- Tennen Rishin Ryū
- Tenshin Shōden Katori Shintō-ryū